# Nianfo

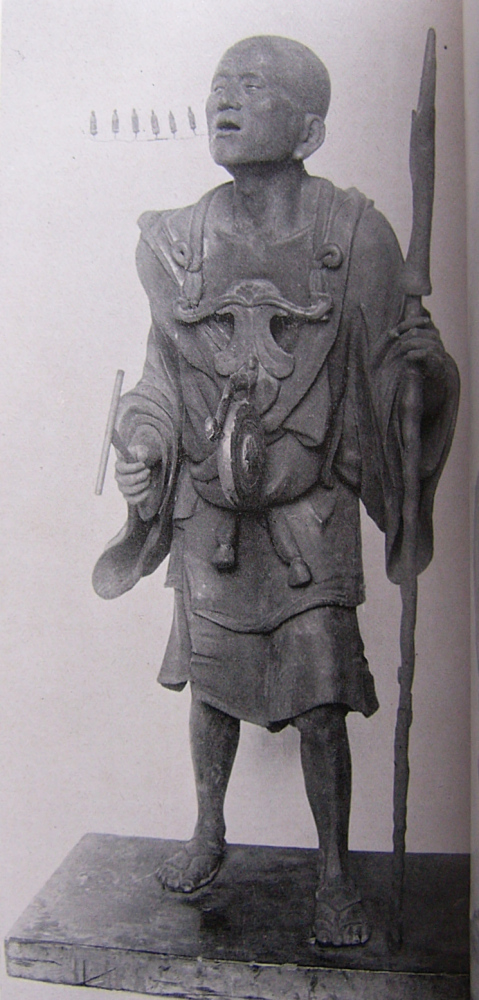
Portret mnicha Kūyi (Buddyjska rzeźba z okresu Kamakura).

Nianfo (chiń. 念佛 niànfó; kor. 염불 yŏmbul, jap. 念仏 nembutsu, wiet. niệm phật; "recytowanie imienia Buddy") – podstawowa praktyka Szkoły Czystej Krainy i innych szkół amidystycznych, zwłaszcza w buddyzmie sino-japońskim, rozumiana ogólnie jako powtarzanie imienia Buddy Amitabhy.

## Etymologia terminu[1]
Nianfo jest chińskim oddaniem sanskryckiego słowa Buddhānusmṛti. I chociaż uważa się, że praktyka ta polega na nieustannym powtarzaniu imienia Buddy Amitabhy (skt namo Amitābhaya, chiń. nanwu emituofo, kor. namu amit'abul, jap. namu amidabutsu, wiet. Nam-mô A-di-đà Phật), to termin ten implikuje znacznie szersze znaczenie w buddyzmie.
Nian jest chińskim tłumaczeniem sanskryckich słów smṛti, citta lub manasikāra, które znaczą odpowiednio: "mieć w umyśle", "myśleć o" i "medytować o".
Fo jest chińskim tłumaczeniem słowa Budda, jednak w zestawieniu nianfo oznacza szczególnie Buddę Amitabhę. Termin ten znaczy więc tyle, co "mieć buddę w umyśle", "myśleć o buddzie" i wreszcie nawet "medytować o buddzie".

## Historia terminu[1]
Chociaż jest nianfo dominującym elementem w praktykach buddyzmu mahajany, zwłaszcza w tradycji sino-japońskiej, ale również i koreańskiej, to określenie to pojawiło się dużo wcześniej.
Już w najwcześniejszych tekstach buddyjskich pojawia się wiele przykładów nianfo, np. zarówno w palijskich Nikajach jak i chińskich Agamach.
| Uczniowie Świętego powinni rozmyślać o Tathagacie. Gdy oni tak praktykują, nie dają powstać skąpstwu, pożądaniu i myślom nienawiści i ułudy |

Dla mnichów wczesna forma nianfo była niczym innym jak treningiem moralności. Jednak dla ludzi świeckich praktyka ta była zorientowana bardziej na uzyskanie czegoś:
| Jeśli upasakowie są skupieni na rozmyślaniu o Buddzie, to po śmierci narodzą się w niebiosach Wajśrawany. |

Najwcześniejszą formę nianfo można znaleźć w ceremonii schronienia w "trzech klejnotach": Buddzie, Dharmie i Sandze, gdyż prawdziwym znaczeniem jej jest zaufanie pokładane w czczeniu Buddy i wielbieniu go jako nauczyciela.
W niektórych wypadkach nianfo było wykorzystywane w okresie kryzysu i niebezpieczeństwa.
Gdy zachorował Anāthapiṇḍada, Budda powiedział mu, aby ustalił swoją niezniszczalną wiarę w "trzy klejnoty" i cnotę śīla. Gdy arhat odparł, że on już taką wiarę ustalił, Budda powiedział
| Teraz powinieneś dalej praktykować sześć refleksji. Powinieneś myśleć o zasłużonych cnotach Buddy i jego dziesięciu tytułach: Tathagata, arhat, samyak-sambuddha, vidyācarana-sampanna, Sugata, Lokavid, Anttara, Puruṣa-damya-śārathi, śāstādevamanuṣyāṇām i Bhagavān'. Nazywa się to Buddhānusmṛti (nianfo). |

Niektóre ze wczesnych sutr są poświęcone właśnie medytacyjnemu nianfo (skt. Buddhānusmṛti-samādhi, chiń. nianfo sanmei, kor. namu sammae, jap. namu sammai, wiet. Nam-mô Tam-Muội). Są to m.in. Pratyutpanna-buddha-sammukhāvasthita-samādhi-sūtra, Amitāyurbuddha-dhyāna-sūtra, Pusa nianfo sanmei jing (Sutra bodhisattwy samadhi nianfo), Guanfo sanmeihai jing (Sutra kontemplacji samadhi Pieczęci Oceanu) i inne.
- Pratyutpanna-buddha sammukhāvasthita samādhi sūtra (Sutra o samādhi stojącego twarzą w twarz ze wszystkimi buddami) – jeden z najwcześniejszych tekstów mahajany pochodzący prawdopodobnie z I w. Po raz pierwszy jako przedmiot samadhi pojawia się Amitabha. Sutra ta dokonała syntezy nianfo i doktryny siunjaty – nianfo jest objaśniane w określeniach doktryny pustki. Jest to najwcześniejszy tekst z odniesieniami do Buddy Amitabhy i jego Czystej Krainy. Sutra także wykazuje, że dwie tradycje – Czystej Krainy i Pradźniaparamity – były w początkowych latach kształtowania się mahajany znacznie bliżej siebie, niż w latach późniejszych. Po prostu dwie krańcowości – jedna, zwana "własną siłą", wyrosła z ducha Pradźniaparamity i która stała się istotą chanu – druga, zwana "cudzą siłą", wyrosła z tradycji zbawienia przez wiarę i obecnie związana ściśle z japońskim buddyzmem Czystej Krainy – nie istniały jeszcze.
- Mniejsza Sukhāvatīvyūha sūtra – jedna z trzech głównych sutr Czystej Krainy. Najważniejszą ideą jest to, że po jakimś czasie niczym niezakłóconego utrzymywania w umyśle imienia Buddy Amitabhy, budda ten wraz z jego świętym zgromadzeniem objawią się praktykującemu nianfo w chwili śmierci. Sutra ta zapowiada, że utrzymywanie imienia w umyśle zaowocuje odrodzeniem się w Czystej Krainie. Termin "utrzymywanie w umyśle" (skt. manasikāra) ma wyraźny związek z medytacją. Mimo tego, późniejsi mistrzowie szkoły interpretowali to jako "inwokacyjne nianfo", które było odpowiednie dla "zwykłych ludzi" (skt pṛthagjana), o niskim duchowym potencjale.

Właśnie ta interpretacja jest bardzo znacząca, gdyż ustanowiła on podstawę dla późniejszego rozwoju myśli i praktyki Czystej Krainy. Oznacza także zmianę w stronę ułatwiania praktyki – już nie trzeba praktykować Buddhānusmṛti-samādhi aby w tym czasie zobaczyć Buddę; wystarczy inwokacyjne nianfo aby odrodzić się w Czystej Krainie.
- Większa Sukhāvatīvyūha sūtra – druga z trzech głównych sutr Czystej Krainy. Najważniejszą nauką tej sutry jest 48 ślubowań Amitabhy. W tekście tym użyte jest wyrażenie "nawet dziesięć nian" (o Buddzie Amitabhie spowoduje narodziny w Czystej Krainie). Jednak w oryginale sanskryckim użyty jest termin daśacitta, co zdecydowanie oznacza "dziesięć myśli", a nie recytowanie. Mimo tego zarówno Daochuo jak i Shandao interpretowali to jako łatwą praktykę 10 inwokacyjnych nianfo.
- Amitāyur-dhyāna sūtra – trzecia z trzech głównych sutr Czystej Krainy. Jest to najmłodsza z tych sutr, prawdopodobnie ułożona w IV w. Zasadniczą nauką sutry jest wyjaśnienie metody trzynastu medytacyjnych nianfo i "dziewięciopoziomowych narodzin" (trzy grupy po 3 rodzaje narodzin).

W tej sutrze ukazana jest zarówno "trudna droga" (a tym samym wiara we "własną siłę") czyli 13 medytacji, jak i "łatwa droga" (a tym samym wiara w "cudzą siłę") czyli schemat 9 narodzin. Jednak w tym schemacie można wyróżnić także drogi trudne jak i łatwe. Np. drogą trudną jest rozwinięcie myśli o szczerości, głębokiej wierze i przeniesieniu zasług, utrzymywaniu wskazań, recytowaniu sutr i praktyce sześciu refleksji. Efektem są narodziny w "górnej grupie górnego stopnia" i oświecenie po zobaczeniu Buddy Amitabhy i bodhisattwów w Czystej Krainie.
Kluczowym momentem jest tu wyraźna mowa o 10 inwokacyjnych nianfo dla ludzi o najniższym stopniu rozwoju, koniecznych do ponownych narodzin. To stworzyło podstawę dla rozwoju zarówno chińskich jak i japońskich tradycji Czystej Krainy.
- Sukhāvatīvyuhopadeśa (chiń. zwykle 淨土論 Jingtu lun, kor. Chǒngt'oron; jap. Jōdoron, wiet. Tịnh độ luận, pol. Traktat o Czystej Krainie) – traktat ten jest zwykle przypisywany Wasubandhu. Jest niezmiernie interesujący, gdyż zajmuje się doktryną Czystej Krainy z punktu wiedzenia jogaczary.

Chociaż tekst ten stał się podstawą do sformułowania doktryny szkoły Czystej Krainy we wschodniej Azji, to późniejsi mistrzowie szkoły odeszli od jego bardzo rygorystycznych wymagań, nie do spełnienia przez większość ludzi, i propagowali prostsze formy praktyki nianfo.

## Rodzajenianfo
Generalnie, na podstawie tekstów związanych z Czystą Krainą, można wyróżnić cztery typy nianfo
- Nianfo inwokacyjne – recytowanie imienia Buddy
- Nianfo wizualne – wizualizacja obrazu Buddy Amitabhy z jego atrybutami
- Nianfo medytacyjne (czy kontemplacyjne) – kontemplowanie wizji Buddy
- Nianfo prawdziwego kształtu – kontemplowanie Buddy Amitabhy (lub medytowanie o nim) jako przedstawiciela prawdy, czyli niczym nie różniącego się od własnej natury każdego człowieka, gdyż zarówno Amitabha i własna natura przekraczają wszelkie takie pojęcia jak narodziny i śmierć, podmiot i przedmiot – a właściwie wszelkie nazwy i wszelkie myśli[4]

## Trzy rodzaje chińskiej szkoły Czystej Krainy
Zobacz: Szkoła Czystej Krainy

## Praktykanianfow szkolechan

### Wczesny chan
Dayi Daoxin (579–653)
Wcześni mistrzowie chan – Patriarchowie – nie pozostawili po sobie tekstów i ich nauki poznać można z tekstów napisanych przez ich uczniów. Z tekstu Lengqie shizi ji (Zapiski mistrzów i uczniów szkoły Lanka) dowiedzieć się można o tym, że jednym z elementów praktyki Czwartego Patriarchy Daoxina była synteza chanu i nianfo. Chociaż szkoła chan była wówczas nazywana "szkołą Lankawatary", to w tekście tym pojęcie nianfo w ogóle nie występuje. Wprowadzenie "samādhi jedności" (chiń. yixing sanmei) – rodzaj nianfo samādhi – było inicjatywą samego mistrza. Był to "zręczny środek" (skt upāya) do uspokojenia umysłu. Jego metoda nazywana była nianfo jingxin (recytowanie imienia Buddy dla uspokojenia umysłu).
Daman Hongren (601–675)
Hongren przejął praktykę nianfo od Daoxina. Stosował ją także jako "zręczny środek" w praktyce chan, zwłaszcza dla uczniów początkujących. Nianfo stosowane przez Daoxina i Hongrena nie miało nic wspólnego z dewocjonalizmem Czystej Krainy. Był to tylko efektywny środek nauczania i nic więcej.
Uczniowie Hongrena
Niektórzy z uczniów Piątego Patriarchy i ich szkoły, wprowadzili również do praktyki nianfo, tak że w późniejszym okresie szkoły te nazywane były nianfo chanzong (szkoły nianfo chan). Najważniejszym źródłem są tu teksty Guifenga Zongmiego.
Mistrz chan Niutou Fazhi (635–702)
Praktykę tę przyjął mistrz Niutou Fazhi. Podobno przebywał on w klasztorze Yangzha w Jinlin, gdzie przez dziewięć lat koncentrował swój umysł na Czystej Krainie i pośród codziennych aktywności kontemplował Czystą Krainę i praktykował nianfo.
Szkoła jingzhong
Ta regionalna syczuańska szkoła praktykowała także i nianfo. Była to szkoła, w której praktykę chan rozpoczął wielki mistrz chan Mazu Daoyi. Największym przedstawicielem tej tradycji był koreański mistrz nauczający w Chinach – Jingzhong Wuxiang (694–762).
Wuxiang regularnie przeprowadzał ceremonię kaiyuan, w czasie której jednym z elementów była praktyka inwokacyjna nianfo. Nianfo praktykowane przez Daoxina i Hongrena miało charakter bardziej medytacyjny. W szkole jingzhong po raz pierwszy na tak wielką skalę, bo podczas kilkutygodniowej ceremonii, wprowadzono recytację imienia Buddy (niekoniecznie Amitabhy) do chanu.
Szkoła nanshan nianfo men
Szkoła ta została założona przez ucznia Hongrena, mistrza chan Guolanga Xuanshiego (bd). Praktykowana była przez innych mistrzów tej niezbyt dobrze poznanej tradycji, takich jak Guozhou Wei, Langzhou Yunyu i mniszka Xiangru Yicheng.
Nianfo wykorzystywane było podobnie jak w szkole jingzhong, jednak na końcu ceremonii, a nie na jej początku.

### Podsumowanie praktykinianfowe wczesnym chanie
1. Praktyka nianfo stosowana przez szkoły chan lub poszczególnych mistrzów, nie była poświęcona wyłącznie Buddzie Amitabhie, lecz jakiemukolwiek buddzie. Często w ogóle rezygnowano z imienia, pozostając tylko przy słowie "Budda".
2. Praktyka nianfo w chanie była wyłącznie praktyką "własnej mocy", nie zależała ona od łaski Buddy Amitabhy, ani się o nią nie ubiegała. Oświecenie osiągano tylko i wyłącznie dzięki "własnej sile", a nie łasce Buddy.
3. Nianfo było używane jako "zręczny środek" dla uspokojenia, skoncentrowania i oczyszczenia umysłu. Gdy umysł był oczyszczony przez nianfo (czyli rozróżniające myślenie już nie powstawało – skt. acitta), praktykujący urzeczywistnia niedualność recytującego i recytowanego. Ten umysł jest właśnie Buddą.

Takie wykorzystanie nianfo, jako środka do urzeczywistnienia niedualności, nie było sprzeczne z doktrynalnymi założeniami ortodoksyjnego (właściwego) chanu.

### Synkretyzm chanu i Czystej Krainy
Synkretyzm chanu i szkoły Czystej Krainy jest skutkiem działalności mistrza chan Yongminga Yanshou (904-975). Jego synkretyczne nauki właściwie zdominowały buddyzm posttangowski. Wpłynął on nie tylko na wielu wybitnych chińskich mistrzów chan, takich jak Zhongfang Mingben (1262–1323), Tianru Weize czy Yonji Zhuhong (1535–1615), ale również na koreański sŏn poprzez Chinula. Popularność nianfo w szkole chan rosła (mimo krytyki ze strony niektórych mistrzów) i doprowadziło to do powstania specjalnej praktyki, którą było nianfo gong’an, czyli kombinacja praktyki koanowej i nianfo. Nianfo było praktykowane jak gong’an, gdy ktoś medytuje nad jednym pytaniem. Prawdopodobnie stworzył tę nową metodę praktyki Zhiche, który tak ją objaśnił: Wypowiadaj imię Buddy raz, trzy, pięć lub siedem razy. Za każdym razem, gdy to zrobisz, pytaj siebie w cichości, skąd ten dźwięk inwokacji pochodzi. Również pytaj siebie, kim jest ta osoba, która wykonuje tę inwokację Buddy. Jeśli zostaniesz owładnięty przez wątpienie, to wtedy idź naprzód i wątp. Analizując tę wypowiedź zauważyć zatem można, iż głównym słowem, czyli huatou jest "kto". Praktykujący powinien następnie badać wewnętrzne "ja", aby odnaleźć jego tożsamość. Było to podkreślane w naukach np. takich mistrzów jak Chushan Shaoqi (1404–1473). Stopniowo cała praktyka buddyjska stała się synkretyzmem chanu i nianfo i późniejsi mistrzowie szkoły linji w XVI i XVII w. myśleli, iż jest to ortodoksyjna nauka pochodząca od samego Linjiego Yixuana. Dlatego ten typ praktyki został przeniesiony do Japonii i znany jest jako szkoła Ōbaku.